# Lodrino (Fluss)
Der Lodrino (Riale di Lodrino) ist ein rund 8 Kilometer langer rechter Nebenfluss des Tessins im Schweizer Kanton Tessin. Er durchfliesst das Val di Lodrino, ein Seitental des Rivieratals, und entwässert dabei ein Gebiet von rund 20 Quadratkilometern. Der Fluss verlief nur auf dem Gemeindegebiet von Lodrino, bis dieses mit Riviera fusionierte.

## Verlauf

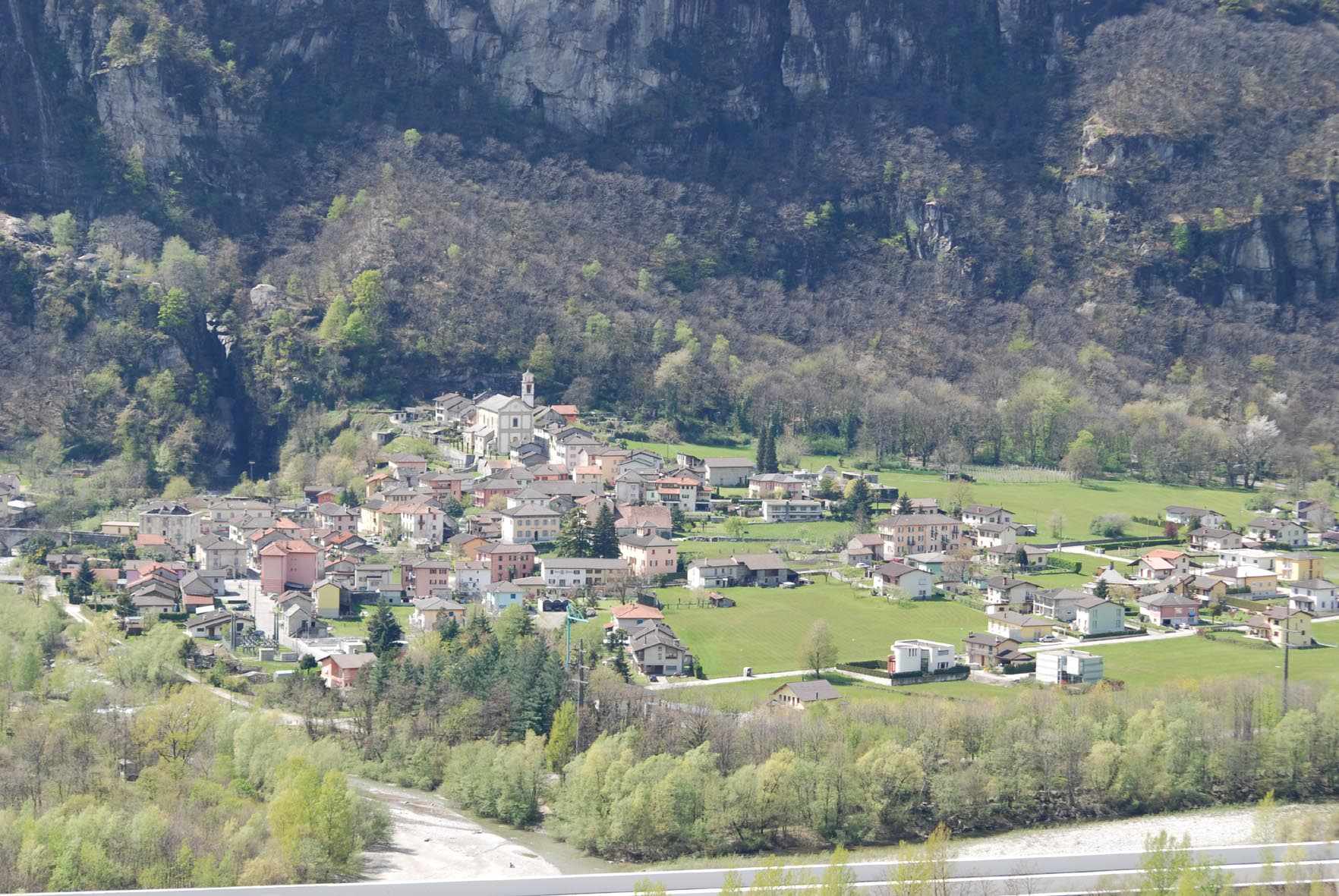
Mündung des Lodrino

Der Fluss entsteht durch den Zusammenfluss von Riale di Drosina und Riale di Mercori auf 821 m ü. M. oberhalb von Lodrino. Der Riale di Drosina entspringt auf ca. 1800 m ü. M. unterhalb der Cima della Cengia delle Pecore und der Riale di Mercori auf ca. 1900 m ü. M. unterhalb des El Ponción di Leghítt. Der Lodrino durchquert das enge und dicht bewaldete Tal in nordöstlicher Richtung, fliesst zwischen Lodrino und dem Weiler Verscio hindurch und mündet auf 259 m ü. M. in den Tessin.